# Barbara Böhlke
Barbara Böhlke, née en 1958 à Swakopmund, est une artiste peintre et professeure d'arts plastiques namibienne. Elle vit et travaille dans la capitale, Windhoek.

## Biographie
En 1978-1981 elle se forme à l'orfèvrerie à la Chambre de commerce et d'industrie de Hanau en Allemagne, puis, en 1982-1987, elle étudie les arts visuels à l'université de Stellenbosch (Afrique du Sud), où elle obtient un Bachelor of Fine Arts cum laude. Elle y découvre sa préférence pour la peinture et change alors d'orientation.
En 1993 la Standard Bank Namibia Biennale lui décerne le premier prix dans la catégorie « Artistes professionnels».
Elle participe à de nombreuses expositions collectives dans plusieurs pays et tient sa première exposition personnelle en 1994 à la National Art Gallery of Namibia (en).
En 1998 elle ouvre sa propre école d'art à Klein Windhoek (en), la Barbara Böhlke Art School.

## Œuvre

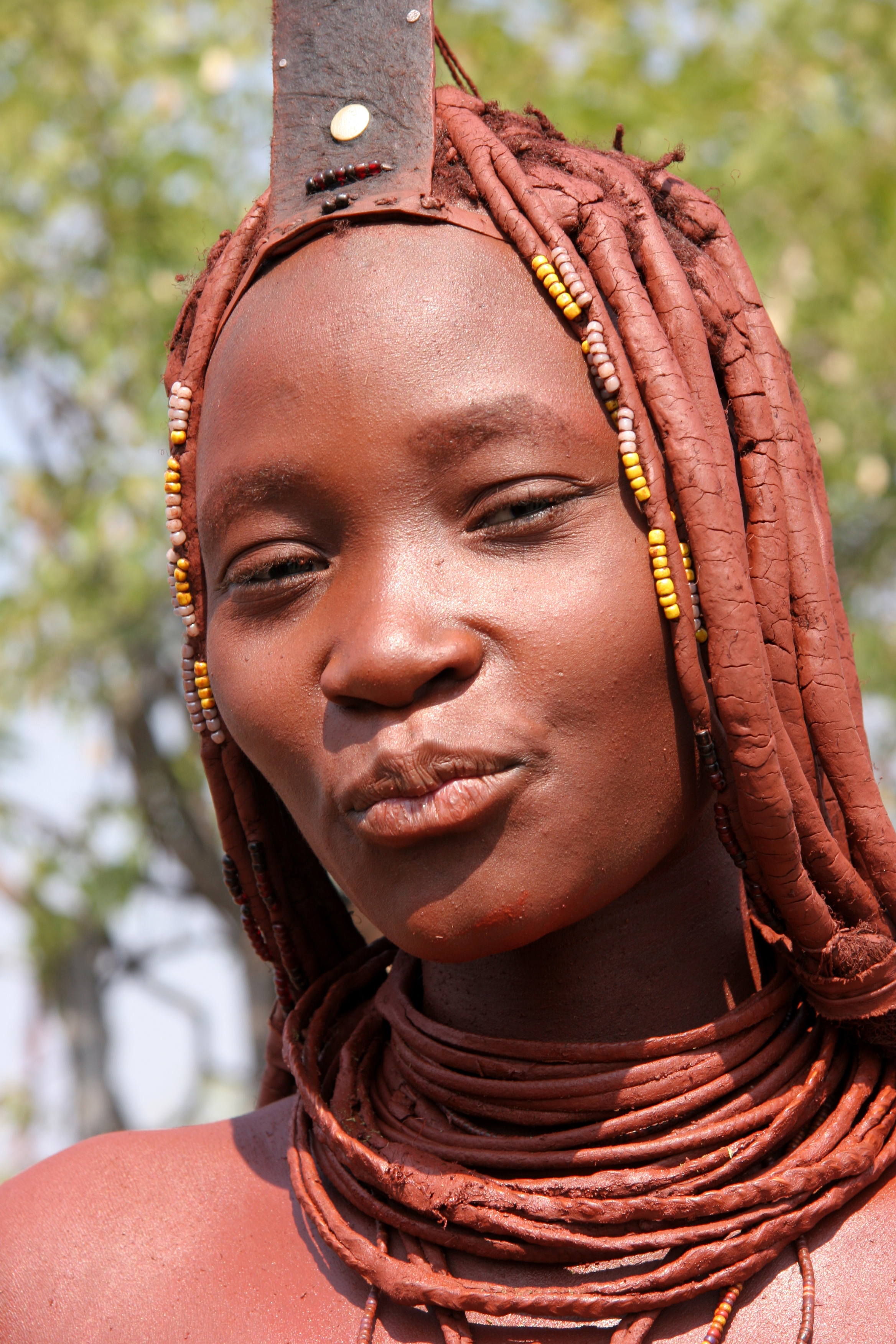
Femme Himba enduite dotjize.

Artiste prolifique, Barbara Böhlke pratique surtout la peinture à l'huile. Elle utilise les couleurs et les coups de pinceau pour créer un espace vecteur d'énergie qui lui permet d'exprimer états d'âme et nostalgies et de suggérer des associations.
Pour les tableaux présentés lors de son exposition Shifting Horizons (2018), elle a privilégié les pigments naturels : le charbon de bois, les cendres et surtout l'otjize (en), ce mélange de beurre et d'ocre dont les femmes Himba s'enduisent le corps et les cheveux.